# Simone Rüdrich
Simone Rüdrich (ur. 24 listopada 1961) – niemiecka lekkoatletka specjalizująca się w pchnięciu kulą. W czasie swojej kariery reprezentowała Niemiecką Republikę Demokratyczną.

## Sukcesy sportowe
Największy sukces w karierze odniosła w 1979 r. w Bydgoszczy, zdobywając srebrny medal mistrzostw Europy juniorek. W 1983 r. zdobyła srebrny medal halowych mistrzostw NRD.

## Rekordy życiowe
- pchnięcie kulą – 19,83 – Cottbus 13/08/1983
- pchnięcie kulą (hala) – 19,96 – Senftenberg 20/02/1983
- rzut dyskiem – 62,96 – Rostock 04/07/1984[3]